# Halterofilismo nos Jogos Olímpicos de Verão de 2016 - Até 105 kg masculino

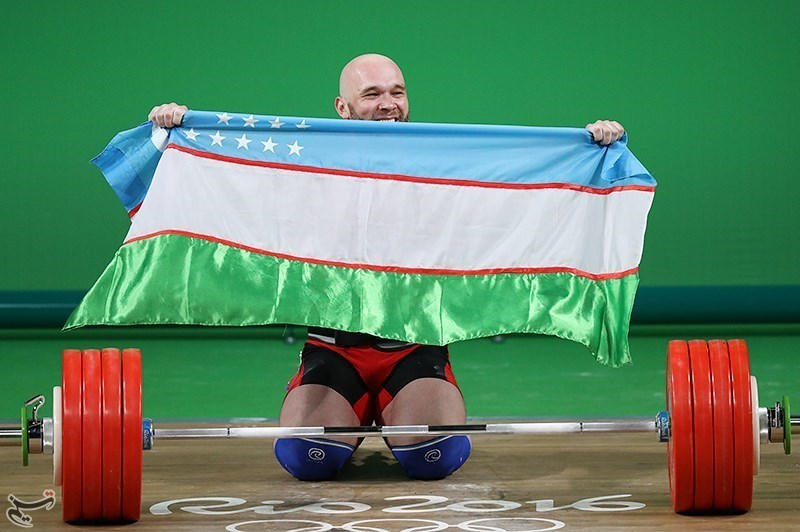
Ruslan Nurudinov comemora após conquistar a medalha de ouro.

A competição da categoria até 105 kg masculino do halterofilismo nos Jogos Olímpicos de Verão de 2016 foi realizada no dia 15 de agosto no Pavilhão 2 do Riocentro.

## Calendário
Horário local (UTC-3)
| Dia          | Horário | Fase    |
| ------------ | ------- | ------- |
| 15 de agosto | 15:30   | Grupo B |
| 15 de agosto | 19:00   | Grupo A |

## Recordes
Antes desta competição, os recordes mundiais e olímpicos da prova eram os seguintes:
| Recorde mundial  | Arranque  | BLR Andrei Aramnov | 200 kg | Pequim, China  | 18 de agosto de 2008   |
| Recorde mundial  | Arremesso | KAZ Ilia Ilin      | 246 kg | Grózni, Rússia | 12 de dezembro de 2015 |
| Recorde mundial  | Total     | KAZ Ilia Ilin      | 437 kg | Grózni, Rússia | 12 de dezembro de 2015 |
| Recorde olímpico | Arranque  | BLR Andrei Aramnov | 200 kg | Pequim, China  | 18 de agosto de 2008   |
| Recorde olímpico | Arremesso | BLR Andrei Aramnov | 236 kg | Pequim, China  | 18 de agosto de 2008   |
| Recorde olímpico | Total     | BLR Andrei Aramnov | 436 kg | Pequim, China  | 18 de agosto de 2008   |

Depois da competição, novos recordes foram estabelecidos:
| Arremesso | 237 kg | UZB Ruslan Nurudinov | Recorde olímpico |

## Medalhistas
| Ouro   | UZB Ruslan Nurudinov     |
| Prata  | ARM Simon Martirossian   |
| Bronze | KAZ Aleksandr Zaitchikov |

## Resultados
Participaram do evento 17 halterofilistas.
| Pos.              | Halterofilista           | Grupo | Peso corporal | Arranque (kg) | Arranque (kg) | Arranque (kg) | Arranque (kg) | Arresesso (kg) | Arresesso (kg) | Arresesso (kg) | Arresesso (kg) | Total |
| Pos.              | Halterofilista           | Grupo | Peso corporal | 1             | 2             | 3             | Resultado     | 1              | 2              | 3              | Resultado      | Total |
| ----------------- | ------------------------ | ----- | ------------- | ------------- | ------------- | ------------- | ------------- | -------------- | -------------- | -------------- | -------------- | ----- |
| Medalha de ouro   | UZB Ruslan Nurudinov     | A     | 104.96        | 190           | 194           | 197           | 194           | 225            | 230            | 237            | 237            | 431   |
| Medalha de prata  | ARM Simon Martirossian   | A     | 104.63        | 185           | 190           | 195           | 190           | 220            | 227            | 234            | 227            | 417   |
| Medalha de bronze | KAZ Aleksandr Zaitchikov | A     | 104.51        | 185           | 190           | 193           | 193           | 223            | 227            | 227            | 223            | 416   |
| 4                 | CHN Yang Zhe             | A     | 104.59        | 190           | 195           | 197           | 190           | 220            | 225            | 227            | 225            | 415   |
| 5                 | UZB Ivan Efremov         | A     | 104.90        | 185           | 189           | 194           | 194           | 210            | 218            | 220            | 220            | 414   |
| 6                 | IRI Mohammad Reza Barari | A     | 104.65        | 180           | 185           | 186           | 186           | 220            | 230            | 231            | 220            | 406   |
| 7                 | POL Arkadiusz Michalski  | A     | 104.77        | 175           | 179           | 179           | 179           | 221            | 228            | 228            | 221            | 400   |
| 8                 | LAT Artūrs Plēsnieks     | A     | 103.99        | 176           | 180           | 181           | 181           | 218            | 223            | 225            | 218            | 399   |
| 9                 | IRQ Salwan Jassim        | B     | 103.80        | 175           | 180           | 182           | 180           | 214            | 219            | 219            | 214            | 394   |
| 10                | GER Jürgen Spieß         | B     | 104.51        | 170           | 174           | 175           | 170           | 210            | 220            | 220            | 220            | 390   |
| 11                | AUT Sargis Martirosjan   | B     | 104.19        | 179           | 184           | 184           | 179           | 201            | 208            | 210            | 210            | 389   |
| 12                | EGY Gaber Mohamed        | B     | 104.98        | 166           | 171           | 173           | 173           | 204            | 208            | –              | 204            | 377   |
| 13                | PER Hernán Viera         | B     | 103.85        | 142           | 147           | 151           | 151           | 193            | 197            | 200            | 200            | 351   |
| 14                | KIR David Katoatau       | B     | 104.58        | 135           | 140           | 145           | 145           | 195            | 204            | 208            | 204            | 349   |
| –                 | POL Bartłomiej Bonk      | A     | 104.07        | 180           | 180           | 185           | 185           | 215            | 216            | 218            | –              | DNF   |
| –                 | GEO Giorgi Chkheidze     | B     | 104.74        | 165           | 170           | 173           | 170           | 205            | 205            | 208            | –              | DNF   |
| –                 | BRA Mateus Gregório      | B     | 104.47        | 165           | 170           | 175           | 170           | 200            | 200            | 200            | –              | DNF   |

Legenda
| Recorde mundial      | Recorde mundial (World record)               |                       | Recorde africano                      | Recorde africano (African) |                                           | Q | Classificado por posição (Qualified) |
| Recorde olímpico     | Recorde olímpico (Olympic record)            | Recorde da América    | Recorde da América (Americas)         | q                          | Classificado por melhor tempo (Qualified) |   |                                      |
| Melhor marca do ano  | Melhor marca do ano (World leading)          | Recorde asiático      | Recorde asiático (Asian)              | DNS                        | Não largou (Did not start)                |   |                                      |
| Recorde nacional     | Recorde nacional (National record)           | Recorde europeu       | Recorde europeu (European)            | DNF                        | Não terminou (Did not finish)             |   |                                      |
| Recorde pessoal      | Recorde pessoal do atleta (Personal best)    | Recorde da Oceania    | Recorde da Oceania (Oceania)          | DSQ / DQ                   | Desclassificado (Disqualified)            |   |                                      |
| Recorde da temporada | Recorde da temporada do atleta (Season best) | Recorde sul-americano | Recorde sul-americano (South America) | NM                         | Sem marca (No mark)                       |   |                                      |